# Polynormande
Polynormande – kolarski wyścig jednodniowy rozgrywany we Francji, w Normandii. Od 2005 należy do cyklu UCI Europe Tour i posiada kategorię 1.1.

## Zwycięzcy
Opracowano na podstawie:
| Rok  | Pierwsze               | Drugie                  | Trzecie               |          |
| ---- | ---------------------- | ----------------------- | --------------------- | -------- |
| 1980 | Bernard Thévenet       | Jean-René Bernaudeau    | Raymond Martin        |          |
| 1981 | Lucien Van Impe        | Raymond Martin          | Pierre Le Bigaut      |          |
| 1982 | Bernard Hinault        | Gilbert Duclos-Lassalle | Bernard Vallet        |          |
| 1983 | Marc Madiot            | Sean Kelly              | Laurent Fignon        |          |
| 1984 | Vincent Barteau        | Éric Caritoux           | Claude Criquielion    |          |
| 1985 | Claude Criquielion     | Jean-Claude Bagot       | Marc Madiot           |          |
| 1986 | Jean-René Bernaudeau   | Frédéric Brun           | Jean-Louis Gauthier   |          |
| 1987 | Marc Madiot            | Pierre Le Bigaut        | Jean-René Bernaudeau  |          |
| 1988 | Philippe Bouvatier     | Régis Clère             | Jérôme Simon          |          |
| 1989 | Laurent Fignon         | Éric Caritoux           | Pedro Delgado         |          |
| 1990 | Thierry Claveyrolat    | Éric Boyer              | Jean-Claude Bagot     |          |
| 1991 | Thierry Marie          | Gérard Rué              | Jean-François Bernard |          |
| 1992 | Jean-François Bernard  | Thierry Claveyrolat     | Richard Virenque      |          |
| 1993 | Tony Rominger          | Jean-Philippe Dojwa     | François Lemarchand   |          |
| 1994 | Dżamolidin Abdużaparow | Thomas Davy             | Jacky Durand          |          |
| 1995 | Richard Virenque       | Laurent Madouas         | Marco Pantani         |          |
| 1996 | Laurent Brochard       | Stéphane Heulot         | Luc Leblanc           |          |
| 1997 | Richard Virenque       | Frédéric Guesdon        | Cédric Vasseur        |          |
| 1998 | Stéphane Heulot        | Bobby Julich            | Laurent Brochard      |          |
| 1999 | Laurent Dufaux         | Richard Virenque        | Stéphane Heulot       |          |
| 2000 | Pascal Hervé           | Gilberto Simoni         | Charles Guilbert      |          |
| 2001 | Laurent Jalabert       | Christophe Moreau       | Sylvain Chavanel      |          |
| 2002 | Nicolas Vogondy        | Laurent Brochard        | Thierry Gouvenou      |          |
| 2003 | Jérôme Pineau          | Mickaël Pichon          | Walter Bénéteau       |          |
| 2004 | Sylvain Chavanel       | Guido Trentin           | Christophe Oriol      |          |
| 2005 | Philippe Gilbert       | Ludovic Turpin          | Mickaël Buffaz        |          |
| 2006 | Anthony Charteau       | Bert Scheirlinckx       | Nicolas Crosbie       |          |
| 2007 | Benoît Vaugrenard      | Mickaël Buffaz          | Bert De Waele         |          |
| 2008 | Arnaud Gérard          | Jérôme Pineau           | Sandy Casar           |          |
| 2009 | Matthieu Ladagnous     | Stefan van Dijk         | Wesley Sulzberger     |          |
| 2010 | Andy Cappelle          | Jérémie Galland         | Romain Hardy          |          |
| 2011 | Anthony Delaplace      | Julien El Fares         | Arnaud Gérard         |          |
| 2012 | Tony Hurel             | Samuel Dumoulin         | Davy Commeyne         |          |
| 2013 | José Gonçalves         | Matthias Brändle        | Sébastien Delfosse    |          |
| 2014 | Jan Ghyselinck         | Antoine Duchesne        | Quentin Jauregui      |          |
| 2015 | Oliver Naesen          | Fabrice Jeandesboz      | Antoine Duchesne      |          |
| 2016 | Baptiste Planckaert    | Ryan Anderson           | Julien Duval          |          |
| 2017 | Alexis Gougeard        | Johan Le Bon            | Laurent Pichon        |          |
| 2018 | Pierre-Luc Périchon    | Pierre Gouault          | Lorrenzo Manzin       |          |
| 2019 | Benoît Cosnefroy       | Valentin Ferron         | Damien Touzé          |          |
| 2020 | odwołany               | odwołany                | odwołany              | odwołany |
| 2021 | Valentin Madouas       | Benoît Cosnefroy        | Anthony Perez         |          |
| 2022 | Franck Bonnamour       | Lorenzo Rota            | Anthony Turgis        |          |
| 2023 | Arnaud De Lie          | Valentin Ferron         | Jordan Jegat          |          |
| 2024 | Paul Lapeira           | Pascal Eenkhoorn        | Brieuc Rolland        |          |
| 2025 |                        |                         |                       |          |